# Francisco Javier López Marcano
Francisco Javier López Marcano (Torrelavega, 26 de enero de 1955) es un político español del Partido Regionalista de Cantabria (PRC). Fue consejero del Gobierno de Cantabria en tres etapas.
Licenciado en Filosofía y Letras, rama Hispánicas, por la Universidad de Valladolid, milita en el PRC desde 1987. Con anterioridad formó parte de la Asociación para la Defensa de los Intereses de Cantabria (ADIC). Además de su actual etapa en el gobierno regional, Marcano ha sido consejero en otras dos etapas (1995-1999 y 2003-2011) y alcalde de Torrelavega (1999-2003).

## Trayectoria política
De 1987 a 1989 fue concejal de Seguridad Ciudadana en el Ayuntamiento de Torrelavega, entre 1989 y 1991, de Juventud, y durante el año 1991 dirigió la concejalía de Juventud y Deporte.
Durante 1990 y 1991 fue director general de Deporte del Gobierno de Cantabria, siendo consejero de Cultura y Deporte entre 1995 y 1999. En este último año pasa a ocupar la alcaldía de Torrelavega, además de ser diputado regional, vicepresidente de la Federación de Municipios de Cantabria y presidente del Consorcio Feria de Muestras, cargos que desempeñó hasta 2003.
Desde julio de 2003 hasta junio de 2011 fue consejero de Cultura, Turismo y Deporte del Gobierno de Cantabria. En junio de 2011 se convierte en el vicepresidente segundo de la Mesa del Parlamento de Cantabria en la VIII legislatura.
En las elecciones al Parlamento de Cantabria de 2015, formó parte de la candidatura regional del PRC pero renunció al escaño antes de constituirse el Parlamento de Cantabria por estar imputado en el caso Racing, condición imprescindible para que Podemos facilitara la investidura como presidente de Miguel Ángel Revilla. En enero de 2017 la Audiencia Provincial cerró gran parte del caso Racing y lo redujo a las irregularidades por las subvenciones dadas al club. Fue definitivamente absuelto en enero de 2020.
En enero de 2021 se anunció una remodelación del Gobierno cántabro. El exconsejero López Marcano asumiría la cartera de Industria que ocupaba Francisco Martín, pasando este a ocupar la Presidencia de la Autoridad Portuaria de Santander tras la dimisión del entonces presidente Jaime González. Fue nombrado oficialmente el 25 de enero de 2021.
Debido al importante retroceso del PRC en las elecciones autonómicas del 28 de mayo de 2023, no fue posible continuar con el acuerdo de gobierno con el PSC-PSOE, siendo cesado de sus funciones el 7 de julio de 2023. Previamente, el 22 de junio de ese año, fue elegido vicepresidente segundo del Parlamento de Cantabria.
Su hijo, Javier López Estrada, es alcalde de Torrelavega desde 2019.
| Predecesor: José Ramón Ruiz | Consejero de Cultura y Deporte de Cantabria 1995-1999                        | Sucesor: José Antonio Cagigas |
| Predecesor: Blanca Rosa Gómez Morante                                                                                                 | Alcalde de Torrelavega 1999-2003                                             | Sucesor: Blanca Rosa Gómez Morante |
| Predecesor: José Antonio Cagigas | Consejero de Cultura, Turismo y Deporte de Cantabria 2003-2011               | Sucesor: Miguel Ángel Serna (Educación, Cultura y Deporte) Eduardo Arasti (Innovación, Industria, Turismo y Comercio)                                                                         |
| Predecesor: María José Sáenz de Buruaga                                                                                               | Vicepresidente segundo del Parlamento de Cantabria 2011-2015                 | Sucesor: María José Sáenz de Buruaga |
| Predecesor: Francisco Martín (Innovación, Industria, Transporte y Comercio) Marina Lombó (Educación, Formación Profesional y Turismo) | Consejero de Industria, Turismo, Innovación, Transporte y Comercio 2021-2023 | Sucesor: Eduardo Arasti (Industria, Empleo, Innovación y Comercio) Eva Guillermina Fernández (Cultura, Turismo y Deporte) Roberto Media (Fomento, Ordenación del Territorio y Medio Ambiente) |
| Predecesor: María José González Revuelta                                                                                              | Vicepresidente segundo del Parlamento de Cantabria 2023-actualidad           | Sucesor: En el cargo |